# باشگاه ورزشی دفنسور
باشگاه ورزشی دفنسور (اسپانیایی: Defensor Sporting Club‎) یک باشگاه فوتبال است که در شهر مونته‌ویدئو کشور اروگوئه پایه‌گذاری شده است.